# Euxoa conifera
Euxoa conifera là một loài bướm đêm trong họ Noctuidae.